# Jordan Sepho
Jordan Sepho (Pontoise, 8 de diciembre de 1998) es un jugador de rugby union francés que compite para la selección nacional de rugby 7 de Francia. Compitió en los Juegos Olímpicos de París 2024 y ayudó a Francia a ganar la medalla de oro.

## Biografía
Nació el 8 de diciembre de 1998 en Pontoise, Francia. Creció en la isla de Reunión en el Océano Índico, a donde se mudó a los tres años. A medida que creció, probó varios deportes, incluido el baloncesto, la lucha y el fútbol. A los 17 años probó por primera vez el rugby union, uniéndose al club local Étang-Salé.
Un jugador de rugby en el centro, mide 194 cm (6′ 4″) y pesa 105 kilogramos (231,5 lb). Ayudó al club Étang-Salé a ganar un torneo en el Océano Índico y poco después fue nombrado miembro del equipo nacional de rugby de Reunión. En 2019, compitió en un torneo en Épernay, Francia, para el equipo de Reunión y anotó ocho tries, llamando la atención de los cazatalentos franceses. Le ofrecieron una oportunidad en el equipo de desarrollo francés y regresó al país para unirse a ellos.
En 2020, fue ascendido a la selección nacional de rugby 7 de Francia. Debutó con la selección nacional en la Serie Mundial Masculina de Rugby 7 2020, aunque afirmó que «Durante mi primer partido, vomité por el estrés». Comenzó a «brillar» con la selección nacional durante la temporada 2021/22, jugando 11 partidos con ocho tries anotados durante dos torneos en Dubái.
Fue un miembro importante del equipo francés que ganó el SVNS 2023-24 contra Argentina. Más tarde fue elegido para competir en los Juegos Olímpicos de París 2024, donde ayudó a Francia a vencer a Fiyi para ganar la medalla de oro.